# Švýcarská garda
Švýcarská garda je označení pro švýcarské žoldnéře, kteří v minulosti sloužili v armádách mnoha evropských panovníků, fungovali jako osobní strážci či střežili panovnická sídla. V současné době existuje pouze papežská švýcarská garda, zastávající funkci vatikánské armády.

## Historie
Mladí Švýcaři se od středověku často nechávali kvůli chudobě najímat do cizích služeb. Aby si v přelidněné zemi, kde byla nouze o práci, zajistili obživu na zimu, dávalo se na 15 000 mužů přes léto verbovat do válek. Velmi brzy si získali skvělou reputaci jako odvážní a věrní válečníci a prosadili se v mnoha armádách.

### Švýcarská garda ve Francii
Z již zaniklých švýcarských gard je nejznámější švýcarská garda ve službách francouzského krále. Smlouvu s nimi uzavřel již v roce 1453 Karel VII. a obnovil ji roku 1474 Ludvík XI. Ten najal švýcarské vojáky jako instruktory pro svoji armádu a jejich sbory se brzy staly významnou oporou Francouzů. Prestiž švýcarské gardy stoupala zejména v 17. – 18. století. Nejslavnějším činem je obrana Tuilerijského paláce v Paříži během francouzské revoluce. V roce 1789 byla garda francouzskými revolucionáři rozpuštěna. Přesto 10. srpna 1792 bránilo palác 900 gardistů, věrných králi a na 600 jich bylo pobito. Dalších asi 160 členů gardy zemřelo později na následky zranění ve vězení nebo pod gilotinou. Kromě několika desítek přeživších zůstalo ze švýcarské gardy jen 300 mužů, kteří byli několik dní před masakrem v Tuilerijském paláci vysláni do Normandie na obranu zásobovacích vozů.
Poté, co Napoleon obnovil monarchii, znovu zavedl v roce 1814 také jednotku švýcarské gardy. Pěší pluky bojovaly v Napoleonově armádě po celé Evropě. Avšak v roce 1817 byla garda definitivně rozpuštěna a nahrazena novou gardou, tvořenou rodilými Francouzi. V roce 1832 byli veteráni ze švýcarské gardy spolu s dalšími cizinci převeleni do francouzské cizinecké legie.

### Ostatní historické švýcarské gardy
Další jednotky švýcarské gardy fungovaly zejména v 18. století na panovnických dvorech po celé Evropě – v Savojsku a Sardinském království, v Prusku, v Saském království, v Neapolském království, v Nizozemí, v Toskánském velkovévodství i v Rakousku, kde střežila sídlo Habsburků, Hofburg.

## Papežská švýcarská garda

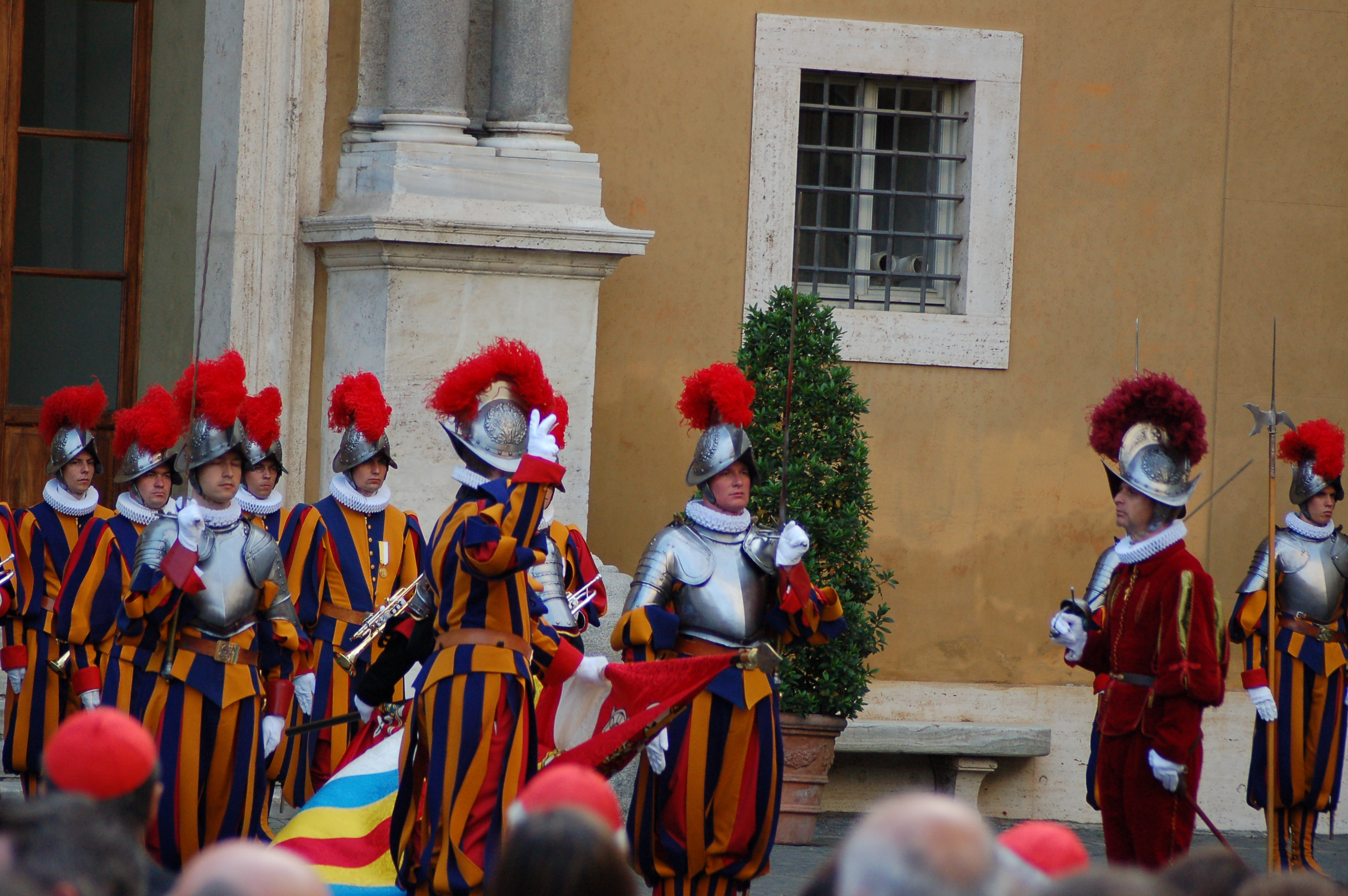
Slavnostní přísaha gardistů v roce 2008

Papežská švýcarská garda (něm. Schweizergarde, it. Guardia Svizzera Pontificia, lat. Pontificia Cohors Helvetica nebo Cohors Pedestris Helvetiorum a Sacra Custodia Pontifici) oficiálně vznikla roku 1506 a jako jediná funguje dodnes. Již papež Sixtus IV. (1471–1484) se spojil s několika kantony švýcarské konfederace, požádal o švýcarské vojáky a nechal postavit kasárny na Via Pellegrino. Úmluvu obnovil i jeho nástupce Inocenc VIII. (1484–1492), který chtěl gardisty využít v boji proti milánskému vévodovi. Významný pro dějiny gardy je zejména papež Julius II. (1503–1513), který požádal o poskytnutí stálé dvousetčlenné posádky švýcarských gardistů. Prvních 150 mužů dorazilo do Říma 22. ledna 1506 po tříměsíčním pochodu a toto datum je pokládáno za oficiální datum vzniku papežské gardy.
Prvním a nejznámějším činem švýcarské gardy byla obrana Říma 6. května 1527 proti vojsku Karla V. Při tzv. „Plenění Říma“ pouhých 189 mužů bránilo papeže před španělskou armádou s mnoha tisíci vojáky. Umožnili Klementu VII. (1523–1534) uprchnout do bezpečí, přestože většina (147 mužů) byla pobita; přežili jen ti, kteří papeže eskortovali do nedaleké pevnosti Andělský hrad. Jednou z podmínek dobyvatelů bylo kromě darů finančních i hmotných také rozpuštění zbytků Švýcarské gardy. Ta byla obnovena až v roce 1548 za Pavla III. (1534–1549).
V současnosti má garda 110 mužů, kteří se stále těší velké úctě pro svou disciplínu a věrnost jako ve středověku. Jde o nejmenší, nejstarší, nejbarevnější a nejfotografovanější oficiální armádu na světě. Funguje zejména jako reprezentativní hradní stráž a ochranka papeže a je jedním ze symbolů Vatikánu.
Příslušníkem se může stát pouze svobodný Švýcar – katolík ve věku 19–30 let a vyšší než 174 cm. Musí dokončit základní výcvik ve švýcarské armádě a mít středoškolské nebo odborné vzdělání. Všichni nováčci vždy 6. května (výroční den „Plenění Říma“) na nádvoří sv. Damase přísahají na gardový prapor věrnost papeži. Při přísaze zdvihají pravou ruku se zvednutým palcem, ukazovákem a prostředníčkem jako symbol sv. Trojice, levou rukou pevně drží žerď praporu. Členství v gardě je ve Švýcarsku často rodinnou tradicí. Gardisté se mohou oženit, pokud jsou starší 25 let, odsloužili v gardě minimálně tři roky a upsali se na další tři roky služby a mají nejméně hodnost desátníka.

## Uniforma
Členové Švýcarské gardy chodí v nápadných barevných uniformách renesančního původu. Garda, která přišla v roce 1506 do Říma, pravděpodobně žádné zvláštní uniformy neměla a byla oblečena jako většina vojáků té doby – v dubletech s širokými rukávy, v nohavicích po kolena a v punčochách, s rameny a hrudí chráněnými pancířem. Unifikované odění vojáků se vytvořilo až později. Snad mohli mít na hrudi švýcarský kříž nebo papežské zkřížené klíče. Ve zprávách o jejich příchodu do Říma zmínka o odění není.

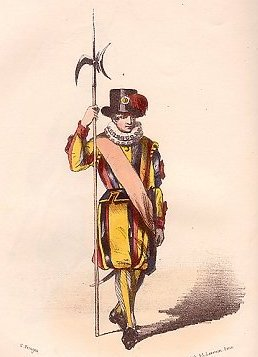
Historická uniforma

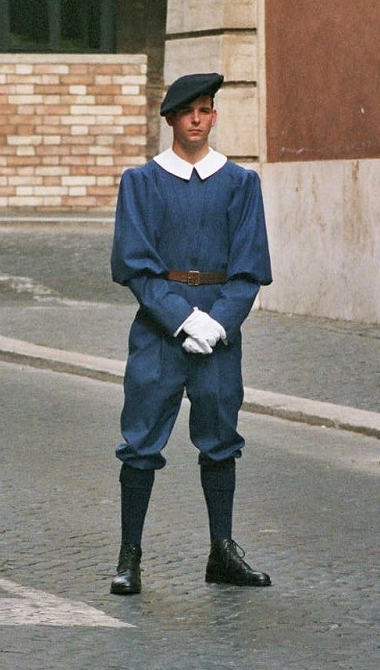
Pracovní uniforma

První uniformy měly jen dvě barvy – modrou a žlutou, odvozené od rodových barev papeže Julia II. Až Lev X. (1513–1521) z rodu Medici přidal na uniformy medicejskou červenou. I když se lidé často mylně domnívají, že obleky Švýcarské gardy vymyslel sám Michelangelo, současná úprava pochází až z roku 1914. Navrhl ji velitel Jules Répond ve snaze navrátit časem měnícím se uniformám jejich původní vzhled. Inspiroval se Rafaelovými freskami, klobouky nahradil barety a plisovaný nákrčník bílým límcem. Také pancíř vymodeloval podle starých vyobrazení. V současné době se uniformy šijí v Třešti u Jihlavy.
Při běžné stráži nosí gardisté k uniformě černý baret a bílé rukavice. Při nepříznivém počasí stráže oblékají přes uniformy tmavě modrý plášť bez rukávů, svazovaný na bocích modrými stuhami. Při slavnostnějších příležitostech mění prostý bílý límec za plisovaný nákrčník a baret za morion se znakem Julia II. Ten je ozdobený pštrosím perem podle hodnosti a funkce – bílé pero je určené pro velitele a jeho zástupce, fialové pro důstojníky, červené pro poddůstojníky a řadové gardisty - halapartníky a černožluté (na černé přilbě) pro bubeníky. Pro obzvláště slavnostní příležitosti, jako je přísaha nových členů, oblékají gardisté navíc ještě hrudní pancíř.
Méně známá je nenápadnější tmavě modrá „pracovní“ uniforma s širokým bílým límcem. K ní nosí gardisté také černý baret.

## Výzbroj
Vedle velmi nápadné reprezentativní a ceremoniální funkce plní švýcarská garda standardní funkci ochranky papeže a ozbrojených sil Vatikánu – je plně funkčním výběrovým vojenským útvarem a její muži procházejí náročným výcvikem. Vedle spíše ceremoniálních zbraní (gardisté tradičně používají halapartnu a dlouhý meč, důstojníci mají rapír nebo šavli) má garda ve výzbroji i moderní palné zbraně:
- SIG P220 (P75)
- Glock 19
- Steyr TMP
- Heckler & Koch MP5A3
- Heckler & Koch MP7A1
- SIG SG 550
- SIG SG 552

## Prapor

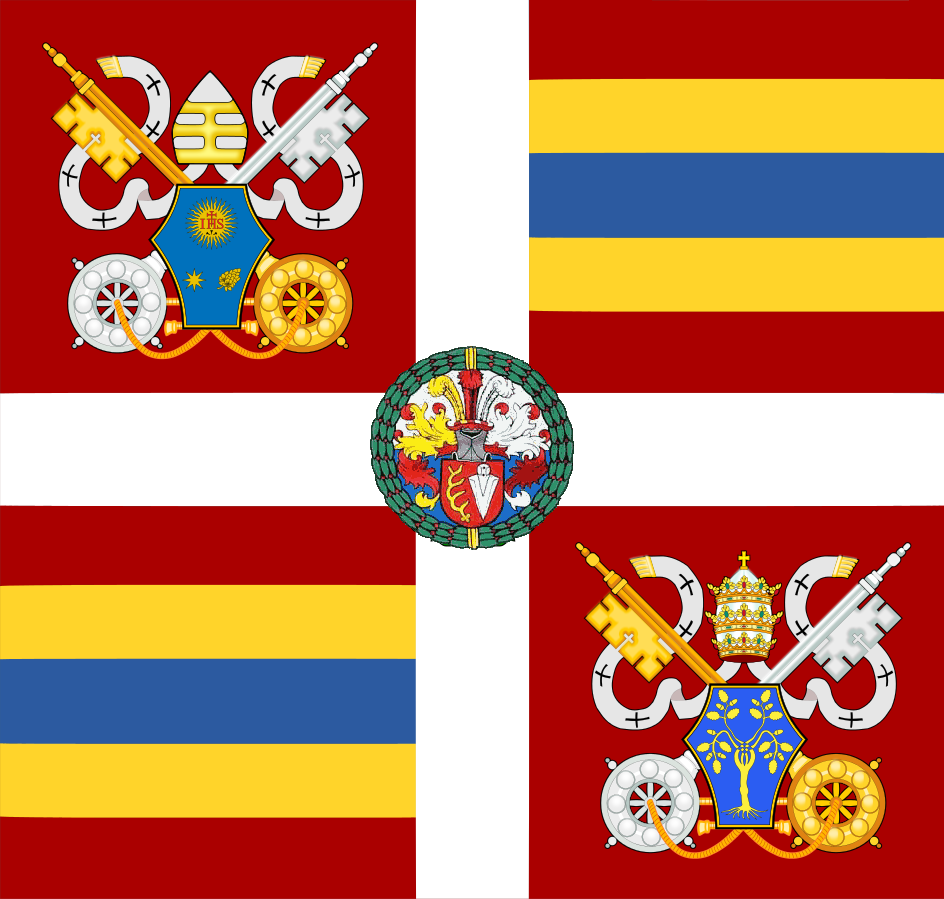
Prapor švýcarské gardy od roku 2015

Prapor Švýcarské gardy vychází ze švýcarské tradice 18. století a v současné podobě se užívá od roku 1913. Je čtvercový, o straně 2,2 m, rozdělený bílým křížem na čtyři pole. Ve středu je umístěn znak aktuálního velitele gardy (od 7. února 2015 Christoph Graf). V prvním poli je znak vládnoucího papeže (od roku 2013 Františka), kde zůstala tiara jako symbol panovníka, druhé a třetí pole obsahuje 5 pruhů v barvách švýcarské gardy (modrá, žlutá, červená), ve čtvrtém poli je umístěn znak Julia II., který Švýcarskou gardu založil. Prapor se mění pokaždé s novým papežem či velitelem gardy. Heslem gardy je „Odvaha a věrnost“.

## Muzeum
Muzeum švýcarské gardy (Gardemuseum Naters) se nachází v obci Naters v kantonu Valais. Z této obce pocházelo za posledních 120 let asi 80 příslušníků švýcarské gardy. Naters je tak obcí s největším počtem gardistů ve Švýcarsku.

## Velitelé gardy
1. 1506–1517	Kaspar von Silenen
2. 1518–1524	Markus Röist
3. 1524–1527	Kaspar Röist
4. 1548–1559	Jost von Meggen
5. 1559–1564	Kaspar Leo von Silenen

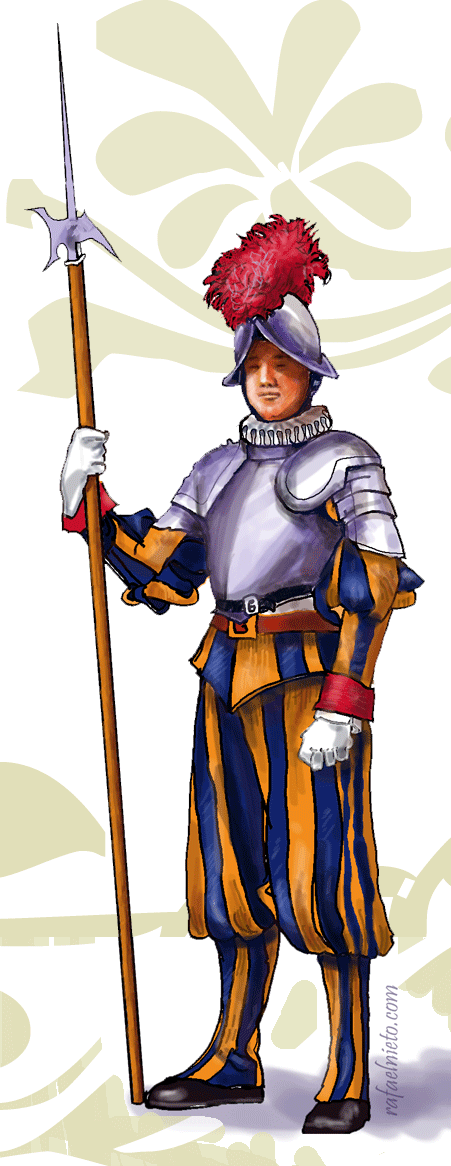
Slavnostní uniforma

6. 1566–1592	Jost Segesser von Brunegg
7. 1592–1629	Stephan Alexander Segesser von Brunegg
8. 1629–1640	Nikolaus Fleckenstein
9. 1640–1652	Jost Fleckenstein
10. 1652–1657	Johann Rudolf Pfyffer von Altishofen
11. 1658–1686	Ludwig Pfyffer von Altishofen
12. 1686–1696	Franz Pfyffer von Altishofen
13. 1696–1704	Johann Kaspar Mayr von Baldegg
14. 1712–1727	Johann Konrad Pfyffer von Altishofen
15. 1727–1754	Franz Ludwig Pfyffer von Altishofen
16. 1754–1782	Jost Ignaz Pfyffer von Altishofen
17. 1783–1798	Franz Alois Pfyffer von Altishofen
18. 1800–1834	Karl Leodegar Pfyffer von Altishofen
19. 1835–1847	Martin Pfyffer von Altishofen
20. 1847–1860	Franz Xaver Leopold Meyer von Schauensee
21. 1860–1878	Alfred von Sonnenberg
22. 1878–1901	Louis-Martin de Courten
23. 1901–1910	Leopold Meyer von Schauensee
24. 1910–1921	Jules Repond
25. 1921–1935	Alois Hirschbühl
26. 1935–1942	Georg von Sury d'Aspremont
27. 1942–1957	Heinrich Pfyffer von Altishofen
28. 1957–1972	Robert Nünlis
29. 1972–1982	Franz Pfyffer von Altishofen
30. 1982–1998	Roland Buchs
31. 1998–1998	Alois Estermann
32. 1998–2002	Pius Segmüller
33. 2002–2008	Elmar Theodor Moder
34. 2008–2015	Daniel Rudolf Anrig
35. od r. 2015 	Christoph Graf[2]